# Different Gear, Still Speeding
Albums de Beady Eye
BE
(2013)
Singles
1. Bring the Light
Sortie : 22 novembre 2010
2. Four Letter Word
Sortie : 17 janvier 2011
3. The Roller
Sortie : 23 janvier 2011
4. Millionaire
Sortie : 2 mai 2011
5. The Beat Goes On
Sortie : 11 juillet 2011

Different Gear, Still Speeding est le premier album du groupe de rock anglais Beady Eye, formé par les anciens membres du groupe Oasis. Produit par Steve Lillywhite, il est sorti le 28 février 2011. Il a culminé à la 3e place du UK Albums Chart, étant vendu à hauteur de plus de 66 000 exemplaires la semaine de sa sortie au Royaume-Uni. 5 singles sont issus de l'album : Bring the Light, Four Letter Word, The Roller, Millionaire et The Beat Goes On.
Ce premier opus a rencontré un succès mitigé dans le monde, atteignant néanmoins le seuil des 150 000 exemplaires au Royaume-Uni, et plus de 75 000 exemplaires au Japon, en fin d'exploitation.

## Liste des titres
Toutes les chansons sont écrites et composées par Liam Gallagher, Gem Archer et Andy Bell sauf indication.
| No  | Titre                             | Durée |
| --- | --------------------------------- | ----- |
| 1.  | Four Letter Word                  | 4:17  |
| 2.  | Millionaire (Andy Bell)           | 3:19  |
| 3.  | The Roller (Gem Archer)           | 3:34  |
| 4.  | Beatles and Stones (Gallagher)    | 2:56  |
| 5.  | Wind Up Dream (Andy Bell)         | 3:27  |
| 6.  | Bring the Light                   | 3:39  |
| 7.  | For Anyone                        | 2:15  |
| 8.  | Kill for a Dream                  | 4:39  |
| 9.  | Standing on the Edge of the Noise | 2:52  |
| 10. | Wigwam                            | 6:39  |
| 11. | Three Ring Circus                 | 3:09  |
| 12. | The Beat Goes On                  | 4:45  |
| 13. | The Morning Son                   | 6:03  |

| 14. | Man of Misery                               | 2:38 |
| 15. | Sons of the Stage (Gordon King, Tony Ogden) | 4:38 |

| 14. | Sons of the Stage (King, Ogden) | 4:38 |
| 15. | World Outside My Room           | 4:20 |

Sons of the Stage est une reprise du groupe World of Twist (en).
Il existe une édition spéciale de l'album, qui comprend un DVD avec les clips de Bring the Light, Four Letter Word et Sons of the Stage, ainsi qu'un documentaire intitulé RAK Them Out. La version japonaise inclura également le clip de The Roller .
HMV et 7digital listent sur l'album une version de Standing on the Edge of the Noise en tant que (Three Blind Mice (Bigger Boys Remix)).

## Réception
Les premiers commentaires sur l'album ont été positifs. Simon Goddard, du magazine Q, a donné à l'album de quatre étoiles sur cinq et l'a décrit comme "le meilleur album de Liam Gallagher depuis (What's the Story) Morning Glory?" . Il est généralement admis que l'album a dépassé les attentes : Mojo fait remarquer que l'album "se tient bien mieux que nombreux l'avaient imaginé" et FHM déclare qu'il "décime tous les préjugés négatifs."

## Sortie
| Region         | Date            | Label              | Peak Position |
| -------------- | --------------- | ------------------ | ------------- |
| Japan          | 23 février 2011 | Sony Music         | 5             |
| United Kingdom | 28 février 2011 | Beady Eye Records  | 3             |
| United States  | 1er mars 2011   | Dangerbird Records | 31            |